# А. Л. Ж. И. Р. (телесериал)
«А. Л. Ж. И́. Р.» — российская телевизионная историческая драма об одном из сталинских женских лагерей, существовавших в СССР, Акмолинском лагере жён изменников Родины. Производством сериала занималась кинокомпания «Талан».
В апреле 2018 года права на международную дистрибуцию сериала приобрела компания Global Agency.
В апреле 2019 года сериал вошёл в библиотеку арабской онлайн-платформы TenTime.
Премьера телесериала состоялась 17 июня 2019 года на НТВ. Новые серии выходили в эфир с понедельника по четверг в 20:50. Заключительная серия проекта вышла в эфир 20 июня 2019 года.

## История создания
В основу сюжета легла история об Акмолинском лагере жён изменников Родины. АЛЖИР — это разговорное название 17-го женского лагерного специального отделения Карагандинского ИТЛ в Акмолинской области Республики Казахстан. Акмолинский лагерь считается крупнейшим советским женским лагерем и является одним из трёх «островов» «Архипелага ГУЛАГ» Александра Солженицына.
По неофициальным данным, за 15 лет существования лагеря через АЛЖИР прошли 18 тысяч женщин, 8 тысяч из которых отбыли срок полностью. В разное время узницами лагеря были: две сестры Маршала Советского Союза Михаила Тухачевского, жёны писателей Бориса Пильняка, Аркадия Гайдара, матери писателя Юрия Трифонова, поэта Булата Окуджавы и артистки балета Майи Плисецкой, актриса Кира Андроникашвили, певица Лидия Русланова, главный тренер сборной СССР по художественной гимнастике Мария Лисициан и многие другие. Вина всех этих женщин заключалась лишь в том, что они «ЧСИРки» — члены семей изменников Родины.
О лагере написано много: мемуары заключённых, Ольги Адамовой-Слиозберг, Евфросинии Керсновской, Марии Анцис и других очевидцев, однако сценарий телесериала является полностью оригинальным.
При отборе актёров на роли ни большая популярность, ни внушительный послужной список не принимались во внимание — все они проходили кастинг на общих основаниях.
Началу съёмок предшествовала тщательная подготовка: актёрам пришлось проштудировать множество архивных материалов и мемуаров узниц ГУЛАГа. Актриса Дарья Екамасова ездила в музеи ГУЛАГа, читала воспоминания Евгении Фёдоровой, Ольги Адамовой-Слиозберг и других узниц. Заслуженная артистка России Екатерина Гусева читала книгу прототипа своей героини — актрисы Елены Константиновны Тер-Асатуровой «Воспоминаниям угаснуть не дано», выпущенную очень маленьким тиражом.
Съёмки проходили с апреля по июль 2017 года на полуострове Крым, в городе Феодосии и окрестностях, где были сооружены декорации, максимально достоверно имитирующие лагерь.
Создатели сериала старались максимально придерживаться исторической достоверности, избегая жёстких сцен.
Премьера телесериала планировалась на НТВ в сезоне 2017/2018 годов, затем осенью 2018 года, но была перенесена на лето 2019 года.

## Сюжет
В арестантском вагоне поезда знакомятся супруга авиаконструктора, начальник цеха московской швейной фабрики Ольга Павлова и жена режиссёра-постановщика оперного театра, известная советская оперная певица Софья Тер-Ашатурова. Вместе им предстоит отправиться в Акмолинский лагерь жён изменников Родины, где окажутся представители самых разных слоёв населения.

## Персонажи

### В главных ролях
| Актёр            | Роль |
| ---------------- | --- |
| Дарья Екамасова  | Ольга Николаевна Павлова 30 лет, начальник цеха московской швейной фабрики им. Клары Цеткин, жена авиаконструктора Константина Павлова                                                                             |
| Екатерина Гусева | Софья Сергеевна Тер-Ашатурова (прототип — Елена Константиновна Тер-Асатурова) 30 лет, известная советская оперная певица, народная артистка РСФСР, жена главного режиссёра оперного театра Владимира Тер-Ашатурова |

### В ролях
| Актёр                | Роль |
| -------------------- | --- |
| Кирилл Плетнёв       | Макар Глотов 40 лет, начальник военизированной охраны лагеря, влюблён в Ольгу                                   |
| Клавдия Коршунова    | Аглая Демидова («Мать») 27 лет, уголовница-рецидивистка, влюблена в Федьку                                      |
| Михаил Евланов       | «Федька Чума» 28 лет, вор-домушник, сообщник Аглаи, увлечён Софьей                                              |
| Алексей Шевченков    | Пётр Васильевич Баринцев 37 лет, первый начальник лагеря, вдовец, папа Вити                                     |
| Кирилл Полухин       | Захар Семёнович Амелькин 45 лет, заместитель начальника лагеря                                                  |
| Ольга Лапшина        | Эмма Павловна Лазуркина 55 лет, коммунистка, преподаватель химии в московском вузе. (Прототип — Дора Лазуркина) |
| Анна Жара            | Ханна Платайс 35 лет, детский врач, немка еврейских кровей, жена советского разведчика                          |
| Владимир Мишуков     | Александр Сергеевич Райс 40 лет, военный врач-хирург, влюблён в Софью                                           |
| Наталья Аринбасарова | Альсирам Нурабековна (Байлам) 70 лет, старая казашка                                                            |
| Марина Петренко      | Лариса Вербо 25 лет, молодая актриса оперного театра, беременная любовница мужа Софьи                           |
| Полина Сыркина       | Люся Миронова 45 лет, жена второго начальника лагеря, мама Жени                                                 |
| Анастасия Будкина    | Женя Миронова дочь Трофима и Люси                                                                               |
| Анатолий Голуб       | Трофим Миронов 45 лет, второй начальник лагеря, отец Жени                                                       |
| Пётр Логачёв         | Савва Каштальянов («Каштан») 23 года, молодой сотрудник военизированной охраны лагеря                           |
| Инна Сухорецкая      | Нюра Конько 20 лет, «бытовичка», вынашивает ребёнка Аллы                                                        |
| Наталья Романычева   | Алла Терентьева 35 лет, жена начальника культурно-воспитательной части лагеря                                   |

| Актёр                            | Роль                                                                     |
| -------------------------------- | ------------------------------------------------------------------------ |
| Дина Тасбулатова                 | Демеш Жолдыева 18 лет, казашка, попавшая в лагерь по ошибке              |
| Марина Денисова                  | «Катька Кобла» (Екатерина Ковалёва)                                      |
| Максим Сапрыкин                  | Витя Баринцев 13 лет, сын Валерия, трудный подросток                     |
| Екатерина Зиновьева-Провалинская | Рахиль                                                                   |
| Кирилл Назаров                   | Сергей Терентьев 40 лет, начальник культурно-воспитательной части лагеря |
| Екатерина Агеева                 | Люба Жаркова 18 лет, послушница, влюблена в Савву                        |
| Андрей Шарыпов                   | Колосов нарядчик                                                         |
| Анна Карелина                    | «Стрелка» (Стрельцова)                                                   |
| Игорь Грабузов                   | Владимир Лазуркин сын Эммы                                               |
| Андрей Пензин                    | Андрей Слепнёв сотрудник военизированной охраны лагеря                   |
| Геннадий Яковлев                 | Марков генерал                                                           |
| Надежда Горелова                 | Прасковья 35 лет, игуменья                                               |
| Андрей Золотухин                 | Хамитов                                                                  |
| Азамат Нигманов                  | Сакен 20 лет, муж Демеш                                                  |
| Кристина Овчаренко               | Хромая младшая                                                           |
| Галина Тигонен                   | Хромая старшая                                                           |
| Игорь Кашин                      | Чибисов лагерный фельдшер                                                |

### Список эпизодов
| № серии | Описание серии | Премьера   |
| ------- | --- | ---------- |
| 1       | Москва. 1939 год. После ареста авиаконструктора Константина Павлова в тюрьму попадает и его жена Ольга — как член семьи изменника родины. После вынесения приговора Ольга с другими женщинами попадает в Карагандинский лагерь, расположенный в казахской степи неподалёку от города Акмолинска. В лагере содержатся исключительно женщины. Среди них — бывшая преподаватель химии в университете, убеждённая коммунистка Эмма Лазуркина, пожилая казашка Байлам, уголовница-рецидивистка, окружённая «шестёрками» Аглая Демидова. Вместе с Ольгой в лагерь прибывает известная оперная певица Софья Тер-Ашатурова. А начальник лагеря Пётр Баринцев — её давний поклонник.                                                               | 17.06.2019 |
| 2       | Из управления лагеря приходит известие, что из заключённых, обладающих талантами, создаётся агитбригада. Но Софья отказывается от «тёплого местечка» и делает всё для того, чтобы в бригаду попала Лариса Вербо, любовница её мужа, которая оказывается беременной. Ольга, тем временем, думает, как помочь сбежать казашке Демеш, оказавшейся в лагере случайно. | 17.06.2019 |
| 3       | Аглая узнаёт, что в соседнем лагере отбывает срок уголовник Федька Чума, с которым Аглаю в прошлом связывали любовные отношения. Она отправляется к лагерному куму Амелькину и предлагает сделку: он переводит Федьку Чуму в А. Л.Ж. И.Р., где тот будет аккомпаниатором в агитбригаде, а она расскажет, кто в лагере готовит побег. | 17.06.2019 |
| 4       | Поняв, что Аглая в сговоре со следователем, Ольга в последний момент отказывается от побега. Взбешённый Амелькин арестовывает Аглаю. Схвачен и Сакен, муж Демеш. Лазуркина получает письмо от сына и просит у начальника лагеря Баринцева разрешить им свидание. Выясняется, что молодой человек приехал, чтобы спросить мать: действительно ли она враг народа? Аглая в карцере. Амелькин зачитывает ей приговор — расстрел. Аглая решает бежать. | 18.06.2019 |
| 5       | На уроке химии Витя Баренцев устраивает взрыв. Лазуркина спасает мальчика, чуть не поплатившись за это собственной жизнью. Витя в больнице признаётся отцу, что это он виновник взрыва, и просит отменить приговор о расстреле Лазуркиной. В лагере начинается концерт в честь Первого мая. Приехавшее из Карлага начальство желает после концерта помыться в баньке. Но её нечем затопить — водовоз вернулся с пустыми бочками. Ольга предлагает отправить за водой Демеш, дежурную по бараку. Оказавшись за воротами лагеря, Демеш бежит. Перед этим она обещает Ольге отправить её дочке весточку — тростниковую куклу. | 18.06.2019 |
| 6       | Во время выступления Федьки и Софьи Аглая, узнав, что у них роман, стреляет в ненавистную соперницу. Но Федька успевает закрыть Софью собой. Амелькин убивает Аглаю. На утренней разводке Глотов показывает Ольге тростниковую куклу, испачканную кровью — так будет с каждым, кто решится на побег. | 18.06.2019 |
| 7       | Ольга узнаёт, что в лагере сидят бывшие швеи и ткачихи. Она решает создать в лагере швейный цех, где женщинам будет легче работать, чем на заготовке камыша в холодной воде. Новая заключённая, немка Ханна Платайс рожает на койке в лагерном лазарете. Новорождённого уносят. Из полуторки выгружают новую партию арестанток, здесь есть женщины с детьми, совсем молоденькие девушки и старухи. Глотов криком подгоняет старуху, которая плохо передвигается из-за артроза. Он узнаёт в старухе свою мать. | 19.06.2019 |
| 8       | На место начальника лагеря назначают Миронова. Ольгу вызывают на вахту за посылкой. В ней — записка от Демеш, она жива. | 19.06.2019 |
| 9       | Начинается война. В связи с этим руководство разрешает создать в лагере швейный цех. Ханна просит Миронова открыть при лагере детскую больницу. В больнице Акмолинска умирает от дифтерии одна из фельдшеров. Райс решается выдать умершую за Софью. Теперь Софья — Антонина Васильевна Клюева. | 19.06.2019 |
| 10      | Ольга получает извещение о том, что её дочь не найдена. Расстроенная, она ломает рычаг швейной машины. Глотов помогает ей ночью с ремонтом, чтобы Ольгу не объявили вредителем, добавив срок. Амелькин с сильной болью в ноге попадает в больницу Акмолинска. Во время операции Арнольд проверяет Софью на профпригодность, но она успешно справляется с задачей. Придя в сознание, Амелькин благодарит Райса за своё спасение, однако глав.врач советует благодарить фельдшера Клюеву. Амелькин узнаёт в Клюевой Софью. Глотов и Ольга едут в Акмолинск за запчастями. Им приходится остаться на ночь в городе. По возвращении в лагерь конвоир сообщает Ольге, что её ждут в комнате свиданий. Она узнаёт, что её муж жив, он в лагере. | 20.06.2019 |
| 11      | Амелькин приходит к Софье. Доктор Райс даёт ему снотворное и связывает бинтами. На санитарном автомобиле Софья и Райс уезжают из больницы. Миронов передаёт Ольге письмо от Глотова с информацией о местонахождении её дочери. Жена Миронова, узнав, что Ольга скоро освободится, просит мужа увеличить зэчке срок — та ещё не успела обновить её гардероб. Узнав об этом, Ольга кладёт пальцы под швейный пресс. Софью и Райса подбирают и привозят в деревню прокажённых. Вохровцы не решаются туда зайти. Ольга освобождается из лагеря и отправляется за дочерью в детский дом. | 20.06.2019 |